# 黄琼
黄琼（86年—164年），字世英，江夏郡安陆人，东汉政治人物。黄香之子。
因为父荫担任太子舍人，以患病推辞不就，汉顺帝永建年间，被公卿推荐，被朝廷征辟。李固非常仰慕他，在书信中说:“峣峣者易缺，皦皦者易污。阳春之曲，和者必寡，盛名之下，其实难副。”，在職期間，重用清議之士，如范滂、袁忠等日後遭到黨錮之禍的名士。黄琼到京师洛阳，历任议郎、尚书令。151年以太常任司空，152年因地震免为太仆，153年任司徒，154年任太尉。158年因日食免为大司农。159年，汉桓帝除梁冀，因黄琼不附梁冀，再任太尉，封邟乡侯。161年再任司空。临终上书抑制宦官，谥号忠。一女嫁刘焉。其孙黄琬。

## 延伸阅读
[在维基数据编辑]
 《後漢書·卷61》，出自范晔《後漢書》
 《東觀漢記》